# انشقاق
این سوره مکی است و دارای ۲۵ آیه است.

## محتوای سوره
این سوره مانند بسیاری از سوره‌های جز اخیر قرآن مجید از مباحث معاد سخن می‌گوید:
- در آغاز اشـاراتی به حوادث هولناک و تکان دهنده پایان جهان و شروع قیامت می‌کند
- در مرحله بعد به مسئله رستاخیز و حساب اعمال نیکوکاران و بدکاران، و سرنوشت آنها
- در مرحله سوم به بخشی از اعمال و اعتقاداتی که موجب عذاب و کیفرالهی می‌شود
- در مرحله چهارم بعد از ذکر سوگندهائی به مراحل سیر انسان در مسیر زندگی دنیا و آخرت اشاره می‌کند
- و سرانجام در مرحله پنجم باز سخن از اعمال نیک و بد و کیفر و پاداش آنهاست.

## فضیلت خواندن
دربارهٔ فضیلت خواندن این سوره در حدیثی از پیامبر اسلام محمد می‌خوانیم :«کسی که سوره انشـقاق را بخواند خداوند او را از این که در قیامت نامه اعمالش به پشت سرش داده شود در امان می‌دارد».